# 三階建の詩
『三階建の詩』（さんかいだてのうた）は、第2期かぐや姫の4枚目のアルバムである。

## 解説
「神田川」の大ヒットによりかぐや姫が大ブレイクし、リーダーの南こうせつが「メンバー全員に平等に印税が入るよう」平等な曲作りを提案し、伊勢正三、山田パンダの二人にも曲作りのノルマを課した。「22才の別れ」「なごり雪」「赤ちょうちん」などの代表曲が収録されている。

## 収録曲
1. 人生は流行ステップ
作詞 山田つぐと
作曲 南こうせつ
編曲 石川鷹彦
2. 22才の別れ
作詞・作曲 伊勢正三
編曲 瀬尾一三
3. あの日のこと
作詞・作曲 山田つぐと
編曲 石川鷹彦 木田高介
4. 南風知らん顔
作詞 伊勢正三
作曲 南こうせつ
編曲 石川鷹彦
5. 君がよければ
作詞・作曲 山田つぐと
編曲 瀬尾一三
6. 赤ちょうちん
作詞 喜多条忠
作曲 南こうせつ
編曲 石川鷹彦
7. 雨に消えたほゝえみ
作詞 喜多条忠
作曲 南こうせつ
編曲 木田高介
8. うちのお父さん
作詞・作曲・編曲 南こうせつ
9. なごり雪
作詞・作曲 伊勢正三
編曲 瀬尾一三
10. おまえのサンダル
作詞 喜多条忠
作曲 南こうせつ
編曲 木田高介
11. この季節が変われば
作詞 伊勢正三
作曲 山田つぐと
編曲 木田高介
12. こもれ陽
作詞・作曲 山田つぐと
編曲 瀬尾一三

## 参加ミュージシャン
- かぐや姫
  - 南こうせつ：Vocal, F.Guitar
  - 山田パンダ：Vocal, C.Bass
  - 伊勢正三：Vocal, F.Guitar
- 石川鷹彦：F.Guitar, E.Guitar, Banjo,

Flat Mandolin,
Dobro Guitar
- 木田高介：Piano, H.Organ, Vibraphone, Marimba
- チト河内：Drums
- 後藤次利：E.Bass
- 内山修：Drums
- 常富喜雄：Flat Mandolin, Harmonica
- 田口清：F.Guitar
- 石山恵三：E.Bass
- 大久保一久：Latin Percussion
- 栗林稔：H.Organ
- 大原繁仁：Piano, E.Piano, H.Organ
- 江藤勲：E.Bass
- 小原礼：E.Bass
- 川原直美：Latin Percussion
- 武川雅寛：Violin
- 入江としゆき：Steel Guitar
- 影丸：Noise
- 新室内楽協会：Strings